# Сёстры Тельнюк
«ТЕЛЬНЮК: Сёстры» (также «Сёстры Тельню́к») — украинский вокальный дуэт народных артисток Украины Леси и Гали Тельнюк.
Среди достижений — студийные альбомы, театральные постановки, премия имени Василия Стуса за сохранность и пропаганду украинской культуры.
В репертуаре дуэта песни на стихи П. Тычины, Е. Маланюка, Б-И. Антоныча, В. Стуса, Лины Костенко, Оксаны Забужко и других.

## Творческая биография коллектива
Дуэт как профессиональный коллектив сформировался в 1986 году. С раннего детства Лесю и Галю окружали поэзия, музыка, живопись: их отец Станислав Тельнюк — украинский писатель, литературовед, поэт, переводчик, а мать Нэлли Копылова — филолог, переводчик с восточных языков, редактор. Первые музыкальные произведения сёстры начали создавать в 13-летнем возрасте: рок-баллады, эскизы, пастели, элегии, песни для хорового исполнения на стихи поэтов-класиков украинской литературы. Первые серьёзные попытки аранжировок собственных песен Леся и Галя доверили композитору Александру Мельнику. Это стало началом творческого сотрудничества («Я стою на кручі…», «Не дивися так привітно…», «Арфами…»).
За год от начала отсчета профессиональной деятельности Сёстры стали лауреатами национального конкурса «Новые имена»(1987). Отмечены дипломами на первой и второй «Червоной руте»(1989, 1991). Первые песни были созданы на стихи Павла Тычины, творчество которого исследовал Станислав Тельнюк.
Первая «Червоная рута» 1989 года. Песня «Пролетіло літо» — слова Тамары Мезенцевой, музыка Александра Мельника, в исполнении сестёр Тельнюк — стала лучшей песней фестиваля. Альбомы: «Мыть», «Леся та Галя» и почти десяток песен вне сборников продолжили творческое сотрудничество. В тех же 1990-х, в репертуаре дуэта появились песни и аранжировки, созданные молодым композитором Андреем Шустем(«Сокіл», «Літо краснеє минуло…»). С появлением на творческой орбите сестёр пианиста и композитора Ивана Давыденко появились песни с новым звучанием («Сокіл», «Літо краснеє минуло…»). Постепенно к этой работе присоединились такие музыканты, как Евгений Бортнычук, Олег Путятин, Игорь Середа. В таком составе начал создаваться альбом «Тиша і грім».
В 1997 году вместе с гитаристом, бывшим участником The Rolling Stone Миком Тейлором была записана песня — блюз «Моє марне кохання» (Love in vain). Интересно, что этот блюз звучит на украинском языке с колоритным звучанием бандуры.
В конце 1990-х, к 60-ти летию с дня рождения выдающегося украинского поэта Васыля Стуса, в сотрудничестве с сыном поэта — Дмытром Стусом, а также актрисой Галиной Стефановой, бардом, композитором Сергеем Морозом, была создана программа «Гойдається вечора зламана віть…», цикл выступлений с Раисой Недашковской. Также памяти поэта была посвящена программа «На межі», которую услышали и увидели канадские слушатели. Сёстрам присудили премию имени Василия Стуса(1998) за сохранность и пропаганду украинской культуры. Спустя десять лет сёстры приняли участие в следующем юбилейном проекте «Стусове коло».
2000—2001 год. Состоялась первая попытка творческого сотрудничества с театром. Во Львовском драматическом театре имени Марии Заньковецкой был поставлен спектакль «У. Б. Н.» (Український Буржуазний Націоналіст). Режиссёр — Мирослав Гринишин, автор текста — Галина Тельнюк, автор музыки песен к спектаклю — Леся Тельнюк. Драма «У. Б. Н.» стала культурным и политическим явлением, с успехом прошла в разных городах Украины. Интересной и оригинальной версией «У. Б. Н.» считается постановка Луцкого драматического театра.
Творческие и дружеские отношения объединяют уже много лет дуэт «Сестри Тельнюк» с бандуристкой Ниной Морозевич и её трио бандуристок «Мальвы», бандуристом Романом Гринькивым, художником Игорем Полищуком, группой «Кому вниз». Дуэт принимал участие в таких коллективных проектах, как следующие альбомы:
- «Українські колискові»
- «Крути. Концерт для ангелів»
- «Фестиваль у Монреалі»
- «Живий голос Василя Стуса»
- «Кобзар»

В 2009 году сёстры присоединились к «АнтоничФесту» — празднованию столетия с дня рождения Б.-И. Антоныча, что проводился артистами и молодёжными организациями на общественных началах. Кроме выступления на концертной сцене фестиваля, 7 октября 2009 был презентован диск «Назавжди. Богдан-Ігор Антонич». На нём — 5 песенных интерпретаций поэзии Антоныча «Назавжди», треки на украинском и французском языках, записанные вместе с группами Мертвий Півень, «АбыМС» и Александром Мельником.
22 января 2010 года в КиноПалаце состоялась премьера музыкального фильма «Тельнюк: Rehearsal». Известный на Западе формат rehearsal (видеозапись репетиции) был впервые на Украине задействован режиссёром Александром Усиком в концертной программе Сестёр «Жовта кульбаба». 13 августа 2009 года на студии звукозаписи КОМОРА украинские музыканты впустили съемочную группу на репетицию и отсняли «с первого дубля» свою программу. В марте того же года состоялась презентация нового альбома Сестёр — «СОНМО». Весной прошёл тур несколькими городами страны, он завершился грандиозным концертом в Киевской Оперетте. Концерт с представленной программой состоялся в городе во второй раз и он прошёл с заполненным залом, который встречал артисток стоя. Среди публики был, в частности, президент Украины В. А. Ющенко.
Сёстры создали также ряд эскизов песен на стихи Оксаны Забужко.

## Дискография
- 1991 — Мить Кобза
- 1994 — Галя і Леся Комора
- 1998 — Тиша і грім Оберіг ХХІ
- 2000 — Live in Canada Оберіг ХХІ
- 2001 — У. Б. Н.: пісні з вистави Атлантік
- 2003 — Жар-птиці Атлантік
- 2005 — Вибране 1CD Атлантік
- 2005 — Вибране 2CD Атлантік
- 2007 — Жовта кульбаба Comp Music Ltd.
- 2008 — ТЕЛЬНЮК: назавжди Богдан-Ігор Антонич СПД Мельничук
- 2009 — ТЕЛЬНЮК: Live Comp Music Ltd.
- 2010 — ТЕЛЬНЮК: Rehearsal DVD Comp Music Ltd.
- 2010 — СОНМО Comp Music Ltd.
- 2010 — Моє серце в верховині інтернет реліз
- 2011 — ІНКРУСТАЦІЇ: пісні з вистави інтернет реліз
- 2012 — Дорога зі скла: LIVE Комора